# アントニア・ヴァリンガー

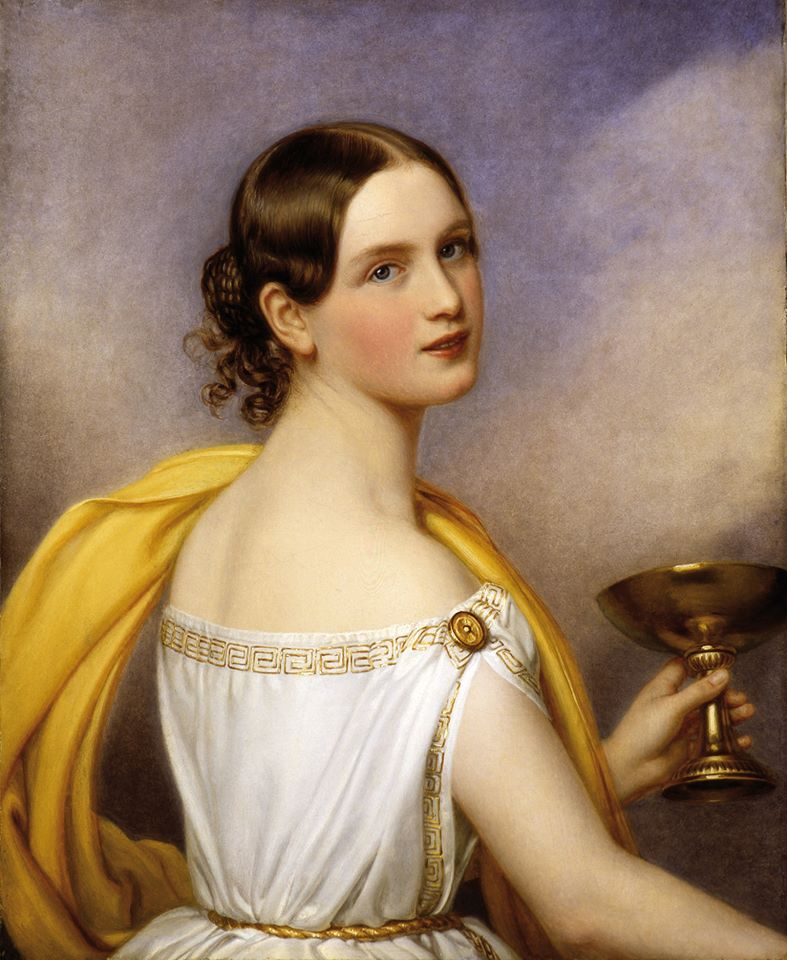
シュティーラーによるアントニア・ヴァリンガーの肖像

アントニア・ヴァリンガー（Antonia Wallinger, 1823年4月7日 - 1893年3月24日）は、19世紀の南独バイエルン王国宮廷劇団所属の女性ダンサー。同国のルートヴィヒ1世王が宮廷画家ヨーゼフ・カール・シュティーラーに命じて彼女の肖像画を描かせ、自身のコレクション美人画ギャラリーに収めたことで、美術史に名を残した。
ミュンヘンの商人アントン・ヨーゼフ・ヴァリンガーと妻カタリーナ・バイヤーの間の娘で、父親がミュンヘン宮廷劇団の会計担当者となったことで宮廷とのつながりを得た。シュティーラーによる肖像画において、ヴァリンガーは古代ギリシアの青春の女神ヘーベーとして描かれた。ルートヴィヒ1世は「我がコレクションの美女たちに贈る頌歌」と題した自作のソネットにおいて、画中のヴァリンガーの姿を「神々の饗宴でお酌をする麗しい給仕係」と描写している。
1860年頃に行政官のフリードリヒ・フォン・オットと結婚し、1880年頃に死別した。1893年に69歳で死去。

## 引用・脚注
1. ↑  S. K. Ludovic, "A King's Gallery of Beauty" Strand Magazine (January 1902): 16–23.
2. ↑  HAUS DER BAYERISCHEN GESCHICHTE, https://hdbg.eu/koenigreich/index.php/objekte/index/id/886
3. ↑  Flickr, https://www.flickr.com/photos/1way/713081196
4. ↑  Антония, Розали и Катарина. Три красавицы из галереи Людвига l, https://dzen.ru/a/Y9ukZuYBew2M2WHU